# شركة سي إف إي
شركة سي إف إي (بالإنجليزية: CFE Company), هو مشروع مشترك أنشئ في يونيو عام 1987، من قبل شركةجنرال الكتريك للطيران و شعبة غاريت للمحركات الجوية (الآن أصبحت هانيويل للفضاء) . وتنتج الشركة محرك سي إف إي738 ، وهو محرك مروحي صغير، يستخدم على داسو فالكون 2000 . أشتق اسم سي إف إي (CFE) من «المحركات المروحية التجارية» (بالإنجليزية: Commercial Fan Engines).

## المنتجات
- محرك سي إف إي738

## وصلات خارجية
- صفحة محرك سي إف إي738 على موقع شركة هانيويل